# Franciszka Themerson
Franciszka Themerson, z d. Weinles (ur. 28 czerwca 1907 w Warszawie, zm. 29 czerwca 1988 w Londynie) – polska malarka pochodzenia żydowskiego, rysowniczka, ilustratorka, scenografka; wydawczyni i nauczycielka akademicka; żona Stefana Themersona. Znana jako pierwsza ilustratorka Kaczki Dziwaczki Jana Brzechwy.

## Życiorys
Była córką malarza Jakuba Weinlesa i pianistki Łucji z Kaufmanów. Była młodszą o siedem lat siostrą Maryli Weinles-Chaykin, również artystki, pianistki i ilustratorki. Ukończyła gimnazjum Zofii Kurmanowej w Warszawie. Mając 15 lat wzięła udział w IV Wystawie Malarstwa i Rzeźby, zorganizowanej w budynku Gminy Żydowskiej w Warszawie. Kształciła się w Warszawskiej Akademii Muzycznej i warszawskiej Akademii Sztuk Pięknych, które ukończyła z wyróżnieniem. Mimo że byli kuzynami (jej dziad był pradziadem Stefana), w 1929 weszła w związek ze Stefanem Themersonem, pisarzem i filozofem, i dwa lata potem, 22 czerwca 1931, poślubiła go. Mieszkała przy ul. Czeczota 16 na warszawskim Mokotowie.
Razem z mężem realizowała filmy eksperymentalne, np. Apteka (1930), Europa (1931–1932), Drobiazg Melodyjny (1933), Zwarcie (1935) i Przygoda Człowieka Poczciwego (1937). Z tych tylko ostatni ocalał wraz z dwoma filmami zrobionych już w Anglii, Calling Mr Smith (1943), opowieść o okrucieństwach nazistowskich w Polsce i The Eye and the Ear / Oko i Ucho (1944/45), o wizualizacji muzycznej. Wtórna wersja Europy była zrealizowana w Polsce w latach 1980, potem część wersji oryginalnej została odnaleziona w berlińskim archiwum w 2019 r.
Franciszka stworzyła Spółdzielnię Autorów Filmowych; była redaktorką artystyczną pisma „f.a.” (film artystyczny). Ilustrowała książki męża, Jana Brzechwy i Anny Świrszczyńskiej, a także czasopisma „Płomyk” i „Wiadomości Literackie”. W 1937 wyjechała z mężem do Francji. Franciszka została zatrudniona w Ministerstwie Informacji i Dokumentacji jako kartografka i ilustratorka. Od 1940 przebywała na stałe w Wielkiej Brytanii zatrudniona w Polskim Rządzie na Uchodźstwie; mąż tymczasem przebywał we Francji, początkowo w Wojsku Polskim, dwa lata później mógł dołączyć do niej w Anglii.
Wspierała paczkami żywnościowymi rodzinę zamkniętą w getcie warszawskim. Cała rodzina z wyjątkiem córki Maryli – Jasi, została przez Niemców wymordowana.
Małżonkowie kontynuowali współpracę artystyczną w Londynie. Zrealizowali dwa filmy dla Biura Filmowego Ministerstwa Informacji i Dokumentacji Rządu RP w Londynie „Calling Mr. Smith” oraz „Oko i ucho”. 
W 1948 r. razem założyli eksperymentalną oficynę Gaberbocchus Press, w której odegrała kluczową rolę. Nazwa przedsiębiorstwa pochodziła od absurdalnego neologizmu Lewisa Carrolla, „Jabberwocky” (Dziaberłoki), a „gaberbocchus” miało być łacińską wersją tego słowa. Przez 31 lat Gaberbocchus Press wydało ponad 60 pozycji autorów takich, jak m.in. Alfred Jarry, Kurt Schwitters, Bertrand Russell oraz własne utwory Themersonów. Największą renomę osiągnął utwór Alfreda Jarry'ego Ubu Roi czyli Ubu Król, wydany wielokrotnie i dostępny do dziś. Franciszka rysowała bezpośrednio na płytach litograficznych; książka była drukowana na jaskrawożółtym papierze. Ilustracje Franciszki Themerson potęgowały oryginalność projektów Gaberbocchusa. Jej prace były reprodukowane w wielu czasopismach i potem zebrane i niezależnie wydane w albumach.
Oprócz tego, że Franciszka Themerson kierowała stroną artystyczną wydawnictwa rodzinnego Gaberbocchus Press, tworzyła rysunki, obrazy oraz projektowała kostiumy i scenografie teatralne oraz do przedstawień marionetkowych. Do scenografii Franciszki Themerson zalicza się  Ubu Roi, Ubu Enchainé oraz Brechta Opera za trzy grosze, projektowane szczególnie dla Marionetteater w Sztokholmie (wystawiane w wielu krajach). Jej projekty były też wystawiane w londyńskim Teatrze Narodowym Royal National Theatre w 1993 r. Wykładała plastykę w kilku uczelniach brytyjskich. Miała wiele wystaw indywidualnych, m.in. wielokrotnie w Polsce.
W 1954 r. została obywatelką brytyjską oraz członkinią Society of Industrial Artists and Designers.

### Archiwum Themersonów
Po śmierci Franciszki i Stefana w 1988 r. ich spuścizną artystyczną zajęła się siostrzenica Franciszki, Jasia Reichardt, mieszkająca w Londynie. Po skatalogowaniu zbiorów, w 2015 r. praktycznie całość archiwum została zdeponowana w Bibliotece Narodowej, w tym dokumenty dotyczące Gaberbocchus Press, jak również kolekcja kartek życzeniowych i innych druków Themersonów pod hasłem: Gaberbocchus some of the old favourites.

## Dzieła ilustrowane przez Franciszkę Themersonową w wydaniu oficyny Gaberbocchus Press
- Ezop, The Eagle & the Fox & The Fox & the Eagle: two semantically symmetrical versions and a revised application / Orzeł z Lisem i Lis z Orłem: dwie semantycznie symetryczne wersje i nowe przystosowanie (projektu Stefana Themersona). 1949
- Stefan Themerson & Barbara Wright. Mr Rouse builds his House. 1950. (Pan Tom buduje dom  Stefan Themerson, i 122 rysunków Franciszki. Warszawa, 1938.) Tate 2013.
- Stefan Themerson. Wooff Wooff, or Who Killed Richard Wagner?. A novella z rysunkami Franciszki Themerson. 1951
- Alfred Jarry. Ubu Roi. Drama in Five acts followed by the Song of Disembraining. First English translation and preface by Barbara Wright. Rysunki Franciszki Themerson. 1951
- Bertrand Russell. The Good Citizen's Alphabet. An adventure in wicked humour. Illustrated by Franciszka Themerson. 1953. Tate 2017.
- Stefan Themerson. Professor Mmaa's Lecture, An insect novel. Preface by Bertrand Russell. Illustrated by Franciszka Themerson. 1953
- Stefan Themerson. The Adventures of Peddy Bottom./ Przygody Peddyego Bottoma, bajka z ilustracjami Franciszki Themerson. 1954
- Raymond Queneau. The Trojan Horse & At the Edge of the Forest. Translated by Barbara Wright. frontispice by Franciszka Themerson. 1954. Black series no.2
- Franciszka Themerson. The Way it Walks. A book of cartoons. / Jak to wychodzi: karykatury. 1954. Black series no.3
- C.H. Sisson. Versions and Perversions of Heine. Angielska wersja 14 poematów Heinricha Heinego na tle politycznym. 1955. Black series no.4
- The Gaberbocchus Independent. Gazetka na temat oficyny Gaberbocchus z urywkami wydawnictw i recenzji. 1955
- Stefan Themerson. factor T. An essay on human nature and another on beliefs, concluded with the Semantic Sonata and an index. Rysunki Franciszki Themerson. 1956. Black series nos.8-9s.
- The First Dozen by various authors / Pierwszy tuzin różnych autorów. (The Black Series in a single volume) 1958
- Harold Lang & Kenneth Tynan. The Quest for Corbett./ W poszukiwaniu za Corbettem: napisane dla audycji radio. w opracowaniu Franciszki Themerson. 1960
- Anatol Stern. Europa. Facsimile reproduction of one of the first Polish futurist poems, 1925. Przekład angielski Michaela Horovitza i Stefana Themerson. illustrated with stills from the Themersons' lost film of 1932. 1962
- Bertrand Russell. History of the World in Epitome (For use in Martian infant schools) / epitomiczna historia świata (do użytku uczniów na marsie). 1962
- Franciszka and Stefan Themerson. Semantic Divertissements. 1962
- Stefan Themerson. Bayamus and the Theatre of Semantic Poetry. A semantic novel. 1965
- Franciszka Themerson. Traces of Living. Drawings. 1969
- Stefan Themerson. Special Branch. A novel. 1972
- Stefan Themerson. St. Francis and the Wolf of Gubbio, or Brother Francis' Lamb Chops. An opera/ Św. Franciszek i wilk z Gubbio. 1972
- Stefan Themerson. Logic, Labels & Flesh. 11 essays. 1974
- Stefan Themerson. The Urge to Create Visions. Essay on film. 1983
- Nicholas Wadley, ed. The Drawings of Franciszka Themerson, 1991
- Stefan Themerson. Collected Poems. 1997
- Franciszka Themerson & Stefan themerson, Unposted Letters. correspondence, diaries, drawings, documents 1940-42. Gaberbocchus & De Harmonie. 2013

## Inne książki ilustrowane przez Franciszkę Themerson
- Poczta, Warszawa, 1932
- May d' Alençon, Tricoti Tricota. (jako Françoise Themerson). Paris, 1939
- May d' Alençon, Le Cochon Aerodynamique. (jako Françoise Themerson). Paris, 1939
- Forty drawings for friends : London 1940-1942 prywatne wydanie, 1943
- Mary Fielding Moore: The Lion Who Ate Tomatoes, and other stories. Sylvan Press, 1945.
- Lewis Carroll, Through the Looking Glass and What Alice Found There / Po drugiej stronie lustra i co tam Alicja znalazła, 1946, (pierwsze wydanie Inky Parrot Press, 2001).
- My First Nursery Book. George G. Harrap & Co., 1947; Tate 2008.
- Ronald Bottrall, The Palissades of Fear. Editions Poetry London, 1949
- Ezop, The Eagle & the Fox, and the Fox & the Eagle.  Gaberbocchus, 1949
- Stefan Themerson, Mr Rouse Builds His House. Gaberbocchus, 1950
- Stephen Leacock, The Unicorn Leacock. Hutchinson, 1960.
- Franciszka Themerson, UBU. a comic strip, Bobbs-Merrill, New York, 1970 (translated editions, 1983-2014)
- Franciszka Themerson, London 1941-42. prywatne wydanie, 1987
- Franciszka Themerson, Music. A Suite of Drawings.  Themerson archive, 1998.
- Franciszka Themerson, A view of the World: Drawings by Franciszka Themerson. Obscure Publications, 2001[7]
- Stefan Themerson (tłum. Barbara Wright), Fragments from Darkness. Obscure Publications, 2001.[8]
- Stefan Themerson, The Table that Ran Away to the Woods. Tate, 2012

## Wystawy
- London Group, New Burlington Galleries, Londyn, luty–marzec 1951
- Arts Society of Paddington: Exhibition of Paintings and Sculpture by Contemporary Paddington Artists – Odeon Cinema, Edgware Road, Londyn, 2–14 lipca 1951
- Exhibition of Paintings by Franciszka Themerson, Watergate Theatre Club, Londyn, 11 września – 8 października 1951
- London Group, New Burlington Galleries, londyn, do 24 listopada 1951
- London Group, kwiecień 1952
- Les Éditions de Gaberbocchus, La Hune, Paryż, luty – marzec 1956
- Recent Paintings by Franciszka Themerson, Gallery One, Londyn, 1 – 20 lutego 1957
- A selection from the John Moores Liverpool Exhibition, RWS Galleries, Londyn, 12 – 22 lutego 1958
- New Paintings by Franciszka Themerson, Gallery One, Londyn, 12 maja – 6 czerwca 1958
- Paintings by Franciszka Themerson, Gallery One, Londyn, 12 maja -7 czerwca 1959
- Women’s International Art Club, RBA Galleries, Londyn, 19 stycznia – 3 lutego 1961
- Drian Artists, Drian Galleries, Londyn, 2 – 19 stycznia 1963
- Retrospective exhibition of paintings by Franciszka Themerson, Drian Galleries, Londyn. 10 września – 7 października 1963
- Franciszka Themerson: malarstwo i rysunek, Zachęta, Warszawa, luty 1964
- Drian Artists 1964 exhibition, Drian Galleries, Londyn, styczeń 1964
- Franciszka Themerson och Kung Ubu, Marionetteatern Konstframjandet, Stockholm, 7 – 29 listopada 1964
- Franciszka Themerson drawings, Marjorie Parr Gallery, Londyn, 8 – 28 kwietnia 1965
- group H, thirty fifth exhibition, Better Books, Londyn, lipiec 1965
- Joseph Lacasse, Douglas Portway, Cecil Stephenson, Franciszka Themerson, Drian Galleries, Londyn, 6 września – 10 października 1965
- The Second Ind Coope Art Collection, touring exhibition, 1965
- Franciszka Themerson Paintings, New Gallery, Belfast, 24 stycznia – lutego 1966
- group H, thirty-sixth exhibition, Drian Galleries, Londyn, 4–21 października 1966
- British Drawing Today, ICA, Londyn, 15 kwietnia – 6 maja 1967
- I Musici di Franciszka Themerson, Il Vicolo Galleria D’Arte, Genua, 13–31 stycznia 1968
- Cybernetic Serendipity, designed by Franciszka Themerson, ICA, Londyn, 2 sierpnia – 20 października 1968
- Franciszka Themerson, James Morrison, Alexander Cree, Richard Demarco Gallery, Edynburg, 6 – 27 listopada 1968
- Franciszka Themerson, It all depends on the point of view, Whitechapel Art Gallery, Londyn, 9 września – 19 października 1975
- Prunella Clough, Adrian Heath, Jack Smith, Franciszka Themerson – Sunderland Arts Centre, 14 listopada – 6 grudnia 1977
- Franciszka Themerson, paintings, drawings and theatre design, Gruenebaum Gallery, Nowy Jork, 7 grudnia – 7 stycznia 1978
- Z kolekcji Haliny Nałęcz z Londynu – Muzeum Narodowe, Warszawa, stycznia – lutego 1978
- Fantastiska figurer – Liljevalchs Konsthall, Stockholm, 1 czerwca – 16 września 1979
- Impasses – Galerie L’Ollave, Lyon, 6–22 marca 1980
- Stefan i Franciszka Themerson, Visual Researches – Muzeum Sztuki w Łodzi, 1982
- Presences Polonaises – Centre Georges Pompidou, Paris, 23 czerwca – 26 września 1983
- Constructivism in Poland 1923 to 1936 – Kettle’s Yard Gallery, Cambridge, 25 lutego – 8 kwietnia 1984; Riverside Studios, Londyn, kwiecień–maj 1984
- Painters in the Theatre – Gillian Jason Gallery, Londyn, 23 listopada – 22 grudnia 1988
- Ubu Cent Ans de Règne – Musée-Galerie de la Seita, Paris 12 maja – 12 czerwca 1981
- Minnesutställning : Themersons – Marionettmuseet, Stockholm, 15 maja – 14 czerwca 1989
- Franciszka Themerson, Stefan Themerson – Galeria Stara, Lublin, grudzień 1990 – styczeń 1991
- Dziedzictwo – Galeria Kordegarda, Warszawa, wrzesień 1991
- The Drawings of Franciszka Themerson (retrospective exhibition) – Nordjyllands Kunstmuseum, Aalborg, 6 września – 17 listopada 1991
- Franciszka Themerson Drawings – Gardner Centre, University of Sussex, Falmer, 1 – 28 października 1992
- Polish Roots British Soil, artists of Polish origin working in Britain – City Centre, Edinburgh, 2 kwietnia – 22 maja 1993
- Festiwal: Świat według Themersonów – Gdańsk, 26–29 maja 1993
- Franciszka Themerson, Figures in Space – Redfern Gallery, Londyn, 8 czerwca – 15 lipca 1993
- Franciszka Themerson Designs for the Theatre – Olivier Foyer, Royal National Theatre, Londyn, 9 sierpnia – 25 września 1993
- Lines from Life, the art of Franciszka Themerson – Foyer Galleries, Level 2, Royal Festival Hall, Londyn, 9 sierpnia – 25 września 1993
- The Themersons and the Gaberbocchus Press, an Experiment in Publishing 1948-1979 – La Boetie, New York, 14 października – 15 stycznia 1993
- Gaberbocchus Press – The Poetry Library, Royal Festival Hall, Londyn, 15 listopada – 12 grudnia 1993
- Franciszka and Stefan Themerson in Time and in Space, books, photograms, films 1928 – 1988 – Centrum Sztuki Współczesnej, Zamek Ujazdowski, Warszawa, 23 listopada – 30 grudnia 1993
- Franciszka Themerson i Teatr – Galeria ‘Pałacyk’ im. Tadeusza Kulisiewicza, Warszawa, 13–22 grudnia 1993
- The Themersons and the Gaberbocchus Press – an Experiment in Publishing 1948-1979 – bNO (beroepsvereninging Nederlandse Ontwerpers), Amsterdam, 29 kwietnia – 20 maja 1994
- Another Reading – art inspired by the written word – Jason Rhodes, Londyn, 30 listopada 1994 – 30 stycznia 1995
- Gaberbocchus Press, un éditeur non conformiste 1948-1979 – Galerie Colbert, Bibliothèque nationale de France, Paris, 23 stycznia – 24 lutego 1996
- Franciszka Themerson: Unposted Letters 1940-42 – Imperial War Museum, Londyn, 15 lutego – 8 kwietnia 1996
- The Gaberbocchus Press of Stefan & Franciszka Themerson – Galerie Signe, Heerlen, Holandia, 29 sierpnia – 27 września 1998
- Franciszka Themerson: Białe Obrazy  – Galeria Kordegarda, Warszawa, 18 grudnia 1998 – 17 stycznia 1999
- Franciszka Themerson: Why is the mind in the head? / dlaczego myśl się mieści w głowie? – Art First, Londyn, 13 stycznia – 11 lutego 1999
- UBU in UK – The Mayor Gallery, Londyn, 20 lipca – 15 września 2000
- Franciszka Themerson: What shall I say? / Co mam na to? – Art First, Londyn, 2–19 kwietnia 2001
- Wyspy Themersonów w Poznaniu, Zamek i Galeria Oko/Ucho, Poznań, 21 października – 14 listopada 2004
- Franciszka Themerson: Ubu Król – Galeria Oko Ucho, Poznań, 21 października – 14 listopada 2004
- Lightbox: Stefan & Franciszka Themerson, Tate Britain, Londyn, 2 maja – 28 czerwca 2009
- Themerson & Themerson, dwie wystawy – Muzeum Mazowieckie, Płock, 13 września – 2 grudnia 2012
- The Themersons and the Avant-Garde, Muzeum Sztuki w Łodzi, 22 lutego – 5 maja 2013
- Franciszka Themerson, a European Artist / Artystka Europejska – 12 Star Gallery, Europe House, Londyn, 19 lutego – 8 marca 2013
- Franciszka Themerson, Why is the Mind in the Head?, GV Art, Londyn, 11–20 października 2013
- Dni Themersonów w Warszawie, 21–23 listopada 2013
- Ubu według Themersonów, Książnica Płocka, Płock, październik 2013
- Franciszka & Stefan Themerson: Books, Camera, Ubu – Camden Arts Centre, Londyn, 23 marca – 5 czerwca 2016
- Franciszka Themerson, Lines and Thoughts – l’étrangère, Londyn, 4 listopada – 16 grudnia 2016
- Franciszka Themerson & UBU – Richard Saltoun Gallery, Londyn, 21 lipca – 15 września 2017
- FT & it’s in SW19, Norman Plastow Gallery, Wimbledon, Londyn, 29 września – 10 października 2017
- Franciszka Themerson Lifelines – Centrum Sztuki Współczesnej „Łaźnia” Gdańsk, 12 lipca – 13 października 2019

## Filmografia (wraz z mężem Stefanem)[9]
- Apteka – fotogramy w ruchu, czarno-biały, niemy, 35mm, 3 minuty, Warszawa 1930, film zaginiony, próba rekonstrukcji do obejrzenia na stronie Muzeum Sztuki Nowoczesnej w Warszawie
- Europa – na podstawie poematu Anatola Sterna pod tym samym tytułem, czarno-biały, niemy, 35mm, 15 minut Warszawa 1931/32, film zaginiony. Odnaleziony po 90 latach w Niemczech[10]
- Drobiazg Melodyjny – fotogramy w ruchu do muzyki Ravela, zrealizowany na zamówienie firmy galanteryjnej Wandy Golińskiej, czarno-biały, dźwiękowy, 35 mm, 3 minuty, 1933, film zaginiony
- Zwarcie – film zamówiony przez Instytut Spraw Społecznych w Warszawie, muzyka Witold Lutosławski, czarno-biały, dźwiękowy, 35mm, 10 minut, Warszawa 1935, film zaginiony
- Przygoda człowieka poczciwego – humoreska irracjonalna według własnego scenariusza, muzyka Stefan Kisielewski, czarno-biały, dźwiękowy, 35mm, 10 minut, Warszawa 1937
- Calling Mr. Smith – film antynazistowski zamówiony przez Biuro Filmowe Ministerstwa Informacji i Dokumentacji Rządu RP w Londynie według własnego scenariusza z wykorzystaniem fotografii i filmów dokumentalnych, muzyka Bacha, Chopina, Szymanowskiego oraz Horst Wessel Lied, kolorowy, dźwiękowy, 35mm, 10 minut, Londyn 1943
- The Eye & The Ear – film zamówiony przez Biuro Filmowe Ministerstwa Informacji i Dokumentacji Rządu RP w Londynie, fotogramy w ruchu, muzyka Karol Szymanowski, czarno-biały, dźwiękowy, 35 mm, 10 minut, Londyn 1944/45